# Maják Stella Maris
Maják Stella Maris (hebrejsky: מגדלור סטלה מאריס, anglicky: Stella Maris Light, Mout Carmel, Har Carmel nebo Haifa Light) se nachází na vrcholu hory Karmel nad městem Haifa a Haifským zálivem v Izraeli, ve východní části Středozemního moře. Maják ukazuje polohu Haifského přístavu. Nalézá se nedaleko kláštera Stella Maris, uvnitř základny izraelského vojenského námořnictva. Maják není přístupný veřejnosti.

## Historie
Na hoře Karmel byly v dřívějších dobách majáky na několika místech. Byly budovány už v době Římské říše. Jedna ze zmínek o majáku v místech původního kláštera Stella Maris pochází z roku 1631. Maják byl postaven v roce 1864. Nachází se na místě letního paláce Abdullaha Paši, který nechal rozbořit klášter. Během první světové války byl maják poškozen. Na konci války byl obnoven a v roce 1926 byl zvýšen o druhé patro. Současná podoba je z roku 1928. Během druhé světové války byl v nájmu britské armády až do roku 1948. Od roku 1948 je využíván izraelským vojenským námořnictvem.
Maják je ve správě Israel Shipping and Ports Administration.

## Popis
V nároží třípatrové budovy je válcová osmistěnná věž majáku zakončena lucernou a galerií. Stavba je natřena světle žlutou barvou, válcová podstava lucerny svislými bílé-červenými pásy. Kopule lucerny je černá. Původní Fresnelova čočka a plány stavby se nacházejí v Národním námořním muzeu v Haifě.

## Data
- Výška světla 179 m n. m.
- záblesky bílého světla v intervalu 5 sekund

označení:
- Admiralty N59455
- NGA 113-21212
- ARLHS ISR-004

## Galerie

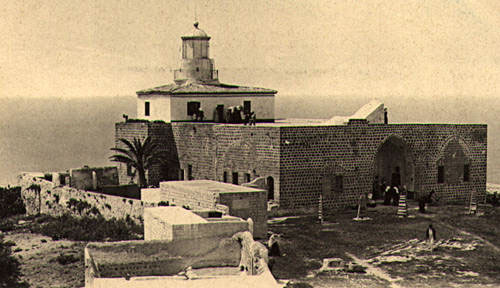
Maják v nároží letního paláce Abdullaha Paši v 19. století
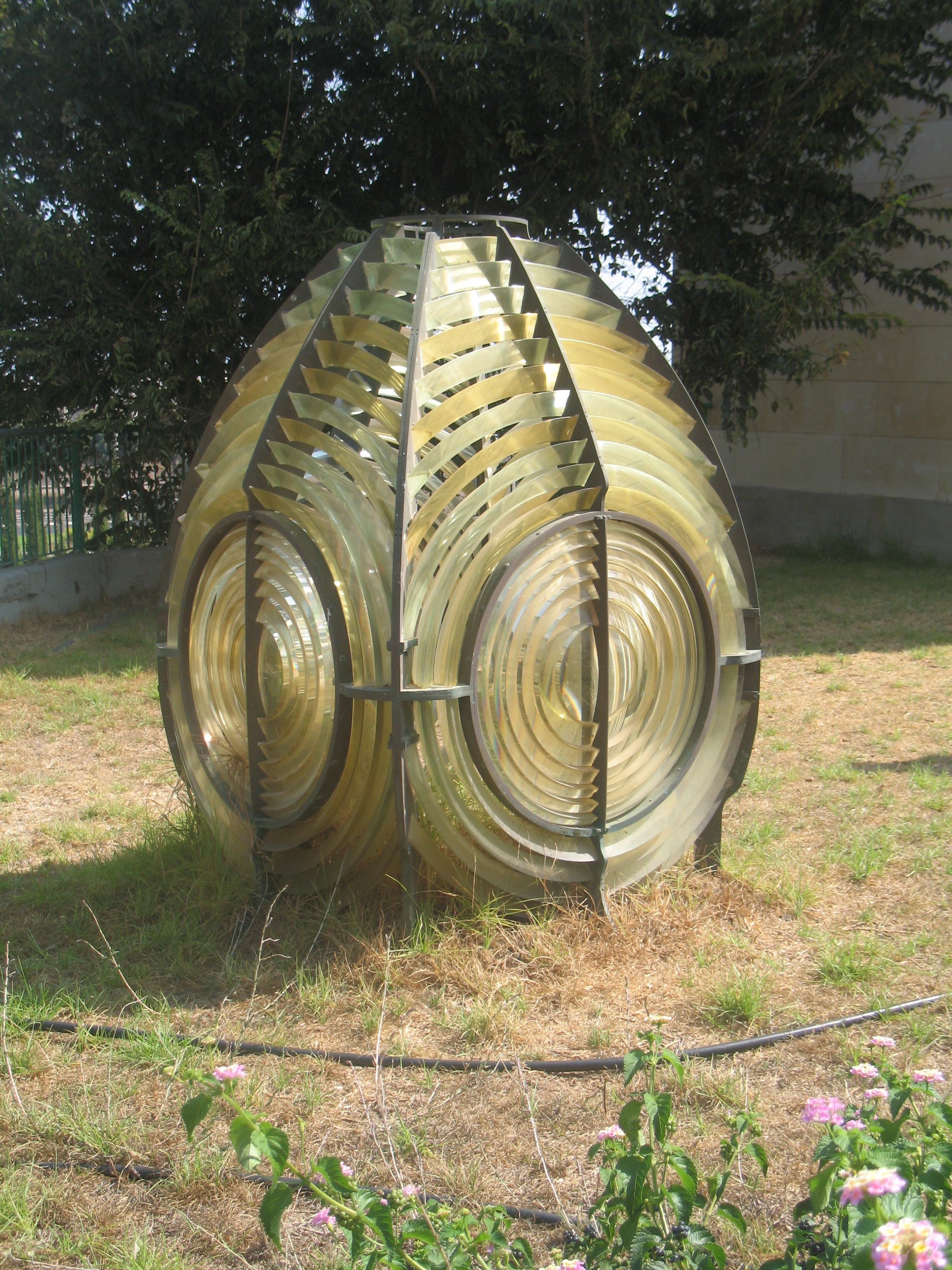
Katadioptrická čočka (Fresnelova čočka) na prostranství Námořního muzea v Haifě
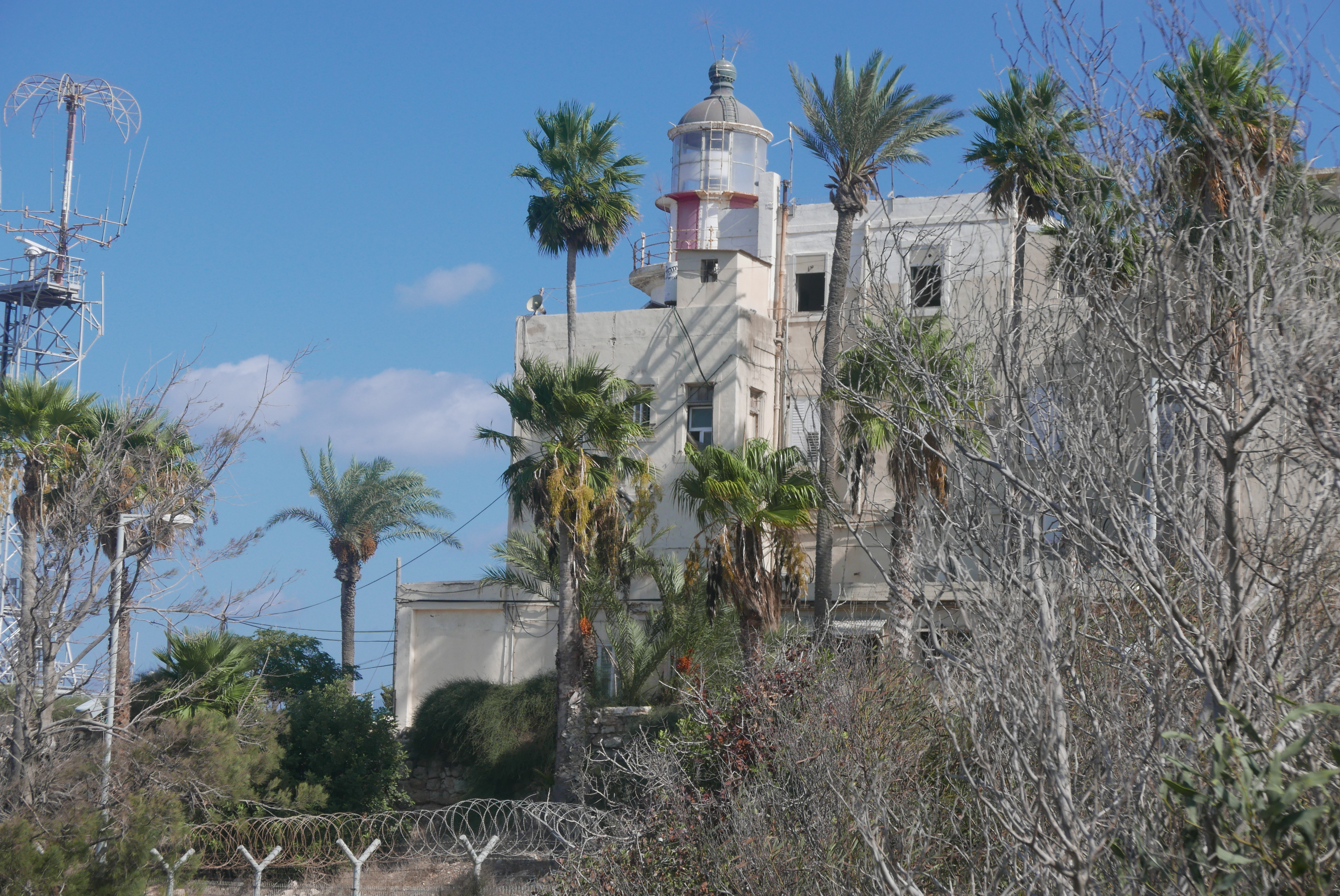
Maják v roce 2016